# Ken Overlin
Ken Overlin (* 15. August 1910 in Decatur, Illinois, USA; † 24. Juli 1969) war ein US-amerikanischer Boxer im Mittelgewicht.
Er war vom 23. Mai 1940 bis zum 9. Mai 1941 sowohl universeller als auch NYSAC-Weltmeister. Im Jahre 2015 fand er Aufnahme in die International Boxing Hall of Fame in der Kategorie Late Era Old Timers.